# Münzfund von Tomares

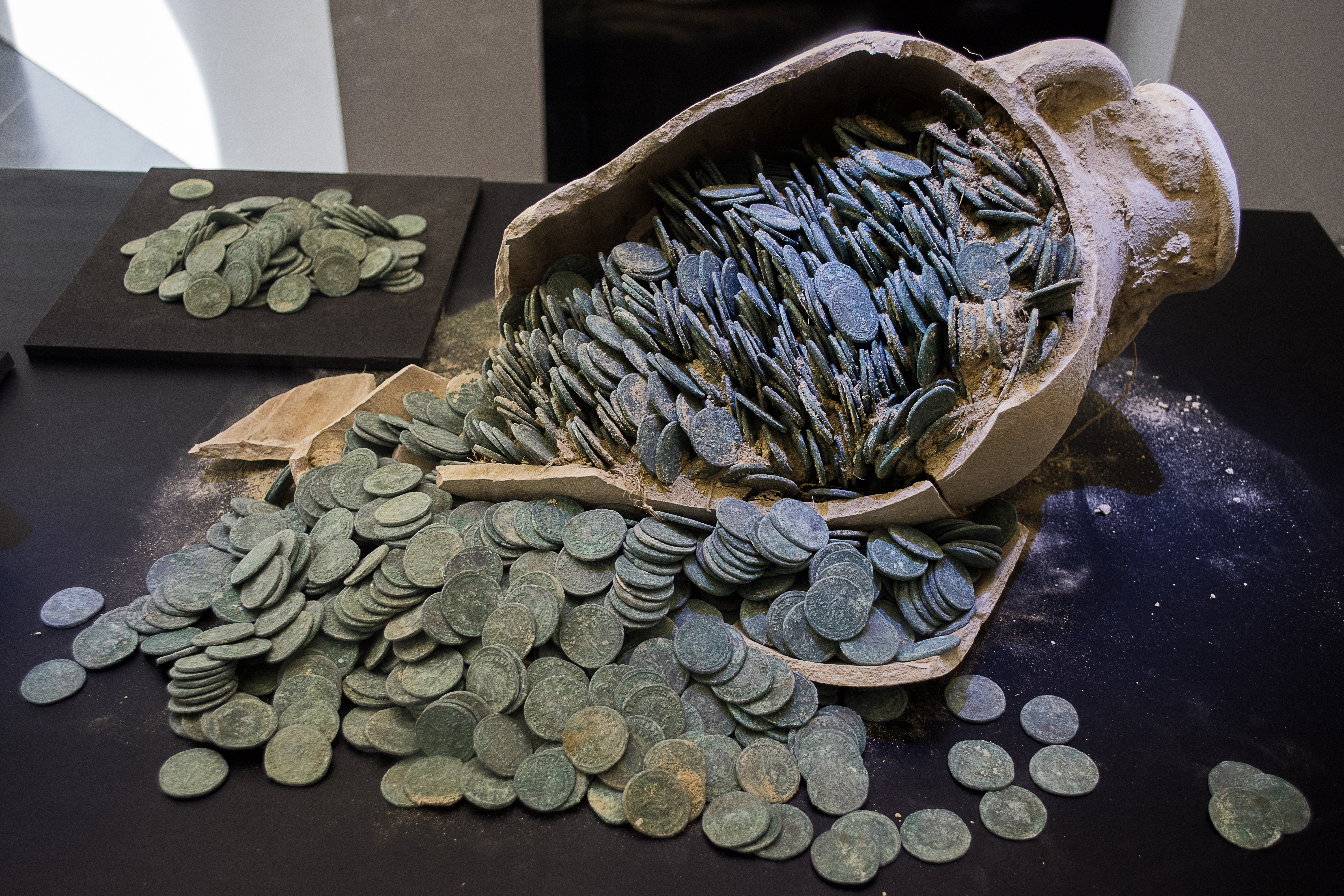
Münzfund von Tomares

Der Münzfund von Tomares, entdeckt 2016 in Tomares in der Provinz Sevilla im südspanischen Andalusien, ist mit einem Gesamtgewicht von etwa 600 kg der größte bekannte Münzfund aus der Zeit des römischen Imperiums. Er umfasst ca. 53.000 bis 55.000 Bronze- und Silbermünzen, vor allem Folles aus dem späten 3. und frühen 4. Jahrhundert, die 19 Amphoren füllten. 
Die Amphoren wurden bei Grabungen zur Verlegung von Leitungen in einem Park entdeckt. 
Zehn der Amphoren wurden bei den Arbeiten zerbrochen, neun blieben intakt. Die meisten Münzen – Folles wurden ab 294 geprägt – entstanden unter den Kaisern Maximian (Kaiser von 286 bis 305) und Konstantin I. (ab 324 Alleinherrscher) und zwar überwiegend im Osten des Reiches. Sie sollen nach Abschluss der Grabung im Archäologischen Museum Sevilla ausgestellt werden.
Der theoretische nominelle Wert der Münzen liegt in der Größenordnung von mehreren Millionen Euro, der archäologische Wert lässt sich nicht beziffern.
Die Münzen sind in einem ausgezeichneten Zustand, da sie nicht in Umlauf kamen, sondern gleich nach der Prägung in die Amphoren gefüllt wurden. Die meisten sind Bronzemünzen, einige tragen eine Silberschicht. Die Amphoren sind kleiner als jene, die man in der damaligen Zeit für die Lagerung von Wein und Öl benutzte. Es war bisher unbekannt, dass Amphoren für den Transport von Münzen benutzt wurden.